# Concertino per a violoncel (Prokófiev)
El Concertino per a violoncel en sol menor, op. 132, de Serguei Prokófiev va quedar incomplet a la mort del compositor el 1953. La van completar Mstislav Rostropóvitx i Dmitri Kabalevski.

## Història
Prokófiev havia quedat impressionat per Mstislav Rostropóvitx, després de treballar amb ell per al seu Concert simfònic, de manera que es va comprometre a escriure-li una sèrie d'altres peces per a violoncel. El Concertino per a violoncel era una peça destinada a ser de caràcter lleuger.
La mort de Prokófiev el 1953 va deixar l'obra inacabada, el final en particular. No obstant això, el compositor havia indicat a Rostropóvitx quines eren les seves intencions, de manera que es va comprometre a completar-la. Dmitri Kabalevski va orquestrar la peça.

## Moviments
El concertino té una durada aproximada de 19 minuts.
1. Andante mosso
2. Andant
3. Allegretto